# Distretto di Coviriali
Il distretto di  Coviriali è uno degli  otto distretti della provincia di Satipo, in Perù. Si trova nella regione di Junín e si estende su una superficie di 145,13  chilometri quadrati.